# Šturmovci
Šturmovci so naselje v Občini Videm.